# La piràmide invisible. Les urnes de l'1-O
La piràmide invisible. Les urnes de l'1-O és una pel·lícula documental dirigida i escrita per Tian Riba, produïda per Televisió de Catalunya i El Terrat, estrenada el 27 de setembre de 2022 al programa Sense ficció de TV3.
Durant la convocatòria del referèndum sobre la independència de Catalunya de 2017, centenars d'urnes electorals es van repartir pel territori malgrat l'estreta vigilància policial. Però quina va ser la fórmula de l'èxit? Una estructura piramidal formada per ciutadans anònims (compradors, distribuïdors i custodis) amb tres noms en clau col·locats al vèrtex: Lluís, Marc i Guti. El documental desvela el nom real d'un d'aquells tres, que van ser les úniques persones de l'àmbit polític que tenien constància dels detalls de l'organització del referèndum, així com de la gestió i provisió d'urnes, paperetes i cens electoral, sense que sabessin qui eren ni què feien els altres dos. Per primera vegada, es posa cara o veu a algunes d'aquelles persones que van permetre el desplegament efectiu i, treu a la llum, en exclusiva, el nom de dos líders independentistes que van actuar en l'organització i execució de l'operatiu, a la vegada, que es fa saber el nom de la persona que va autoritzar l'entramat de l'estructura invisible de ciutadans anònims.
Després de l'emissió del documental, Marta Rovira va admetre ser una de les persones que va encapçalar la direcció política del referèndum.
En la seva estrena, el documental va ser seguit per 423.000 espectadors, cosa que va representar el 21,3% de quota de pantalla.
El setmanari d'informació general El Triangle va denunciar que aquest documental va ser un encàrrec «envoltat de molt secretisme» fet per la Corporació Catalana de Mitjans Audiovisuals a El Terrat de Gestiones XXI (The Mediapro Studio). Segons la publicació, el contracte va ser signat el 12 de maig de 2022, va tenir un cost de 94.863 euros i apareix al portal de Transparència de la CCMA amb el nom d'«Els catalans fem coses».